# تشارلز جونز (ملحن)
تشارلز جونز هو ملحن كندي، ولد في 21 يونيو 1910 في Tamworth, Ontario ‏ في كندا، وتوفي في 6 يونيو 1997 في نيويورك في الولايات المتحدة.

## وصلات خارجية
- تشارلز جونز على موقع ميوزك برينز (الإنجليزية)
- تشارلز جونز على موقع ميوزك برينز (الإنجليزية)
- تشارلز جونز على موقع ديسكوغز (الإنجليزية)